# Kolejarz Chojnice
Kolejarz Chojnice (Chojnicki Klub Sportowy "Kolejarz") – wielosekcyjny klub sportowy z Chojnic, założony w 1926 roku, którego drużyna piłkarska obecnie występuje w IV lidze pomorskiej.

## Historia
Historię klubu zapoczątkowało założenie w roku 1926 ogniska Kolejowego Przysposobienia Wojskowego przy PKP w Chojnicach, które za zadanie przyjęło krzewienie kultury fizycznej i sportu. W 1933 do ogniska KPW przyłączyła się sekcja żeglarska, powstały męski i żeńskie drużyny koszykówki i siatkówki oraz drużyna piłki nożnej i hokeja na lodzie. Liczba członków sekcji sportowych sięgnęła 150. Przed wojną w Charzykowach zbudowano hangar i dom klubowy z szatnią i świetlicą oraz szatnie na boisku przy ul. Lichnowskiej w Chojnicach. 
W roku 1945 utworzono piłkarską drużynę seniorów oraz powołano do istnienia sekcje lekkoatletyki i kajakarstwa, a następnie boksu i szachów. W roku 1947 koszykarska drużyna kobiet zajęła II miejsce w mistrzostwach Polski stowarzyszeń robotniczych w Łodzi. W 1949 roku powstała seniorska drużyna hokeja na lodzie, która rywalizowała na lodowisku przy ul. Warszawskiej w Chojnicach. 
W kolejnych latach z powodu problemów finansowych klub ograniczył działalność, likwidując sekcje lekkoatletyki i boksu. Jednocześnie do krajowej czołówki należeli żeglarze Kolejarza – m.in. Stanisław Tryba, Józef Lewiński i Roman Kiedrowicz. W latach 60. sekcja turystyczna klubu organizowała ogólnopolskie rajdy "3 x K" (Kaszuby - Kociewie - Kolejarze). 
W roku 1971 decyzją lokalnych władz partyjnych połączono klub Kolejarz Chojnice z Chojniczanką. Wciąż funkcjonowała jedynie sekcja szachowa klubu. 
W 1988 roku klub został reaktywowany. Z chwilą reaktywacji działalność wznowiły sekcje piłkarska, kulturystyczna i biegowa, w 1993 w ramach klubu zaczęła natomiast funkcjonować sekcja morsów. W latach 90. przeprowadzony został generalny remont stadionu przy ul. Lichnowskiej w Chojnicach, w ramach którego zbudowano trybuny, świetlicę i boisko treningowe. Od 1995 roku w strukturach klubu funkcjonuje klub "Szansa", zrzeszający dzieci i młodzież z niepełnosprawnościami.
Od 1995 roku w strukturach klubu funkcjonuje sekcja biegowa "Florian", która co roku organizuje w Chojnicach m.in. Ogólnopolskie Biegi Strażackie na dystansie 10 km oraz bieg noworoczny ze stadionu przy ul. Lichnowskiej na Stary Rynek. 
W sezonie 2023/2024 piłkarska sekcja klubu po raz pierwszy w historii awansowała do IV ligi. Wychowankami sekcji piłkarskiej klubu są m.in. reprezentant Polski Arkadiusz Reca oraz zdobywca Pucharu Polski w futsalu Patryk Laskowski.